# Едвард Аньямке
Едвард Тьовер Анья́мке, інколи зустрічається варіант написання Енья́мке (англ. Edward Tyover Anyamkyegh, нар. 10 жовтня 1978, Гбоко, Нігерія) — нігерійський футболіст, що виступав на позиції півзахисника та нападника у складі львівських «Карпат», тираспольського «Шерифа» та низки інших клубів з Фінляндії та Нігерії. У складі національної збірної Нігерії провів 1 матч.

## Життєпис
Едвард Тьовер Аньямке народився у місті Гбоко. У 1995 році брав участь у чемпіонаті світу серед юнаків віком до 17 років. Їздив на оглядини до французького «Бордо», однак контракт з клубом так і не уклав. У 1997 році забив вирішальний м'яч у фіналі Кубка Нігерії, допомігши своїй команді здолати ФК «Кацина Юнайтед».
У 1998 році нігерійський нападник перейшов до лав молдовського «Шерифа» та став автором першого в історії клубу забитого м'яча у найвищому дивізіоні Молдови. Наступного року у складі збірної Нігерії виборов срібні нагороди юнацького чемпіонату Африки, а у сезоні 2000/01 Аньямке у складі «Шерифу» став чемпіоном Молдови та здобув Кубок країни.
Наприкінці червня 2001 року Аньямке перейшов до лав львівських «Карпат», які заплатили за його трансфер близько півмільйона доларів. Втім, адаптуватися у новій країні йому так і не вдалося, не в останню чергу через расистські прояви у суспільстві, для якого чорношкірі футболісти були дивиною. Однак і до самого форварда було безліч питань. Незважаючи на непогану швидкість та фізичні дані, результативність Аньямке була просто катастрофічно низькою. У 2004 році керівництво клубу відпустило гравця, не вбачаючи необхідності у продовженні контракту.
Того ж року перебував на перегляді у шведському футбольному клубі «Ландскруна», однак закріпитися в складі так і не зумів. Продовжив кар'єру в фінському клубі «КуПС», але й там справи пішли не найкращим чином, тож змушений був виступати за клуби нижчих дивізіонів «Сепсі-78» та «Кемі Кінгз». У 2010–2011 році Аньямке захищав кольори «Атлантіса».
Одружений зі своєю співвітчизницею. Має доньку, що народилася у 2001 році під час виступів Аньямке у Львові. Станом на червень 2014 року мешкав у Фінляндії.

## Досягнення
- Срібний призер юнацького (U-20) чемпіонату Африки (1): 1999
- Чемпіон Молдови (1): 2000/01
- Срібний призер чемпіонату Молдови (1): 1999/2000
- Володар Кубка Молдови (1): 2000/01
- Володар Кубка Нігерії (1): 1997